# Gutshaus Groß Machnow

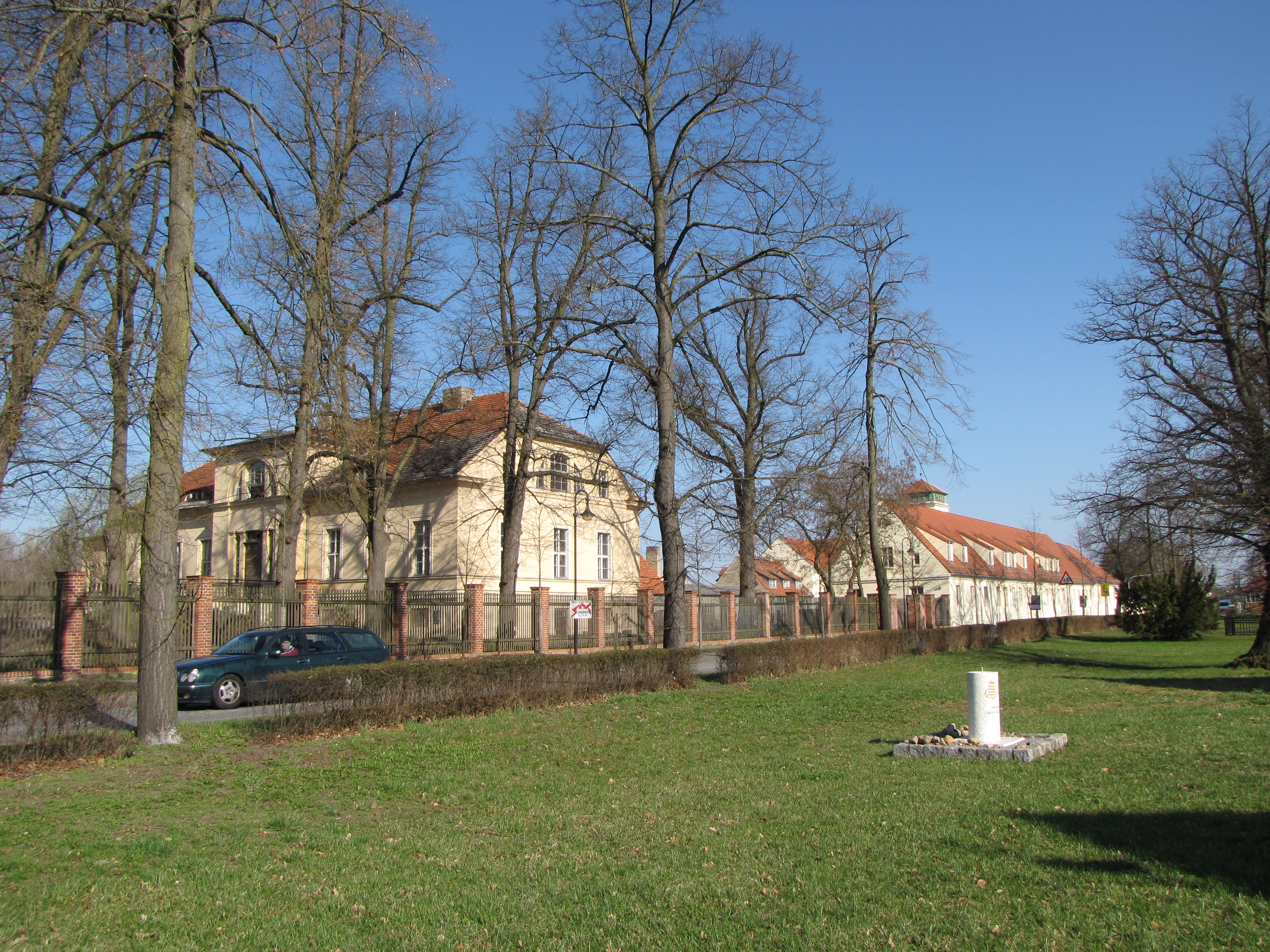
Gutshof Groß Machnow

Das Gutshaus Groß Machnow (offizielle Bezeichnung in der Denkmalliste Gutshaus mit Wirtschaftsgebäuden und Park) ist ein Gutshaus in Groß Machnow, einem Ortsteil der Gemeinde Rangsdorf im Landkreis Teltow-Fläming im Land Brandenburg.

## Lage
Die Bundesstraße 96 führt als zentrale Verbindungsachse in Nord-Süd-Richtung durch den Ort. Dort spannt die östlich verlaufende Dorfstraße einen Anger auf. Östlich dieser Fläche steht die Dorfkirche Groß Machnow, westlich der Gutshof.

## Geschichte

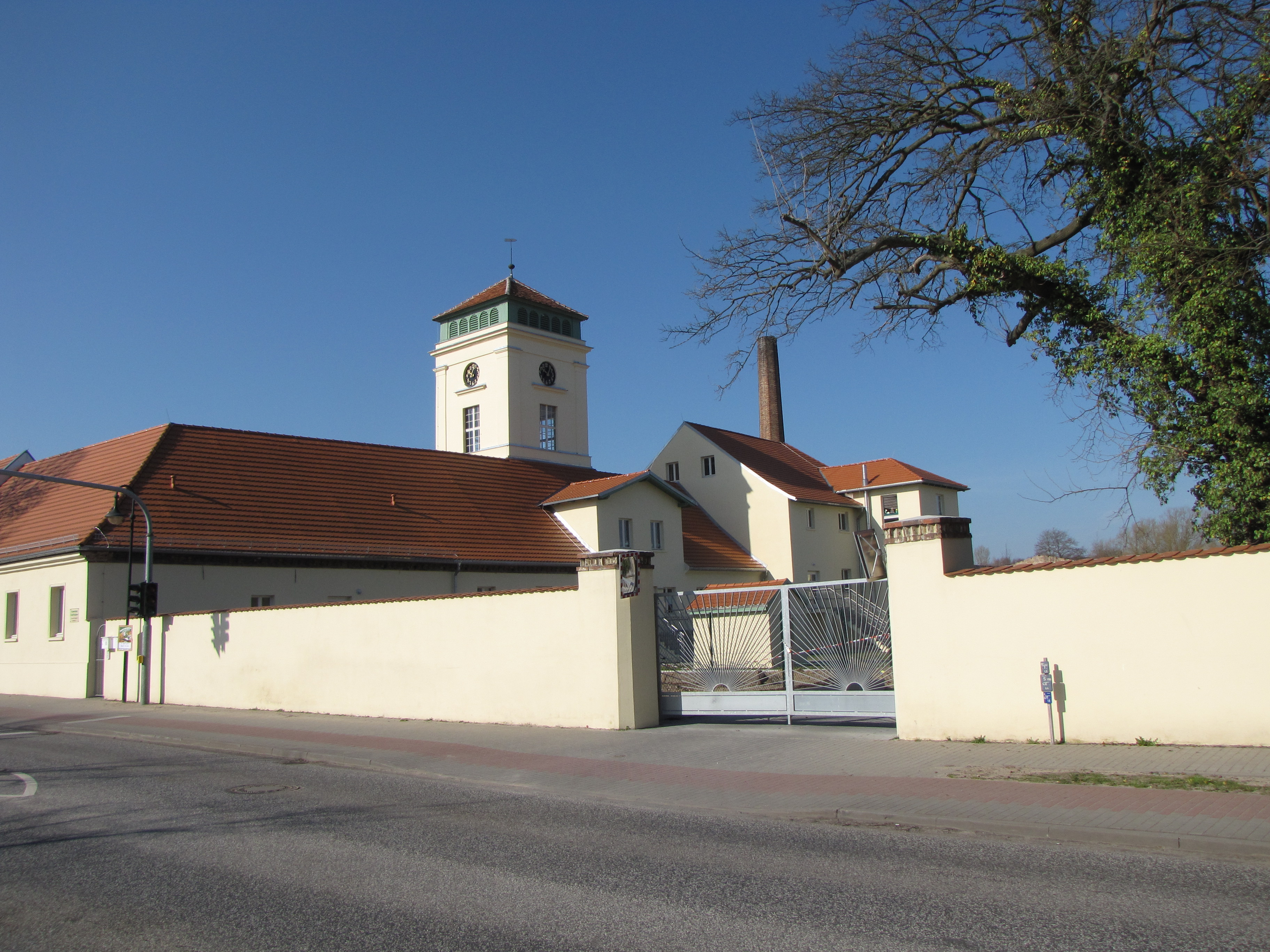
Gutsanlage mit renoviertem Uhrenturm

Nach 1807 wurden große Teile der Herrschaft Wusterhausens neu verpachtet und galten als fiskalische Domänen. Das benachbarte Pramsdorf und das Gut Groß Machnow kamen so in den Besitz des Jean Simeon Coste, einer vermutlich 1685 eingewanderten Hugenottenfamilie. Er ließ im Jahr 1815 in Gutshaus im klassizistischen Stil der Gilly-Schule errichten. 1818 schenkte er als Patron der Schullehrerstelle zur Verbesserung der Einkünfte ein Morgen Wiesenland. Seine Erbe, vermutlich sein Sohn Johann Ludwig Coste, verkaufte das Gut einschließlich Pramsdorf für 140.000 Taler an den Gutsbesitzer Hermann Ludwig Berend. 1827 wurde Großmachnow infolge einer Kabinettssordre kreistagsfähig, dem Besitzer stand ein Sitz im Kreistag zu und wurde den Rittergutsbesitzern zumindest in diesem Punkt gleichgestellt. Über weitere Besitzer folgte nach alten Matrikeln nach 1840 Familie von Oven, Frau von Oven. Nachfolgend ist 1876 kurzzeitig ein in Thüringen nobilitierter Friedrich Freiherr von Ehrhardt örtlicher Gutsherr. Ehrhardt war aktiver Kirchenpatron und spendete ein großes vergoldetes Kruzifix. Dann kam es in den Besitz des Adelsgeschlechts von Winterfeld. Eigentümer bis 1883 wurde der Großgrundbesitzer Rittmeister d. R. Reinhold von Winterfeld-Felchow, Herr auf acht weiteren Gütern, auch in Pommern und Schlesien. Um 1880 gehörten dem Rittergut Großmachnow 1264 ha. Zum Betrieb gehörte auch eine Brennerei. Nachfolgend kommen die von Schierstedt-Dahlen in den Besitz. Der Fideikommissherr Hermann von Schierstädt hatte 1864 Alice von Winterfeldt-Kutzerow-Felchow geheiratet, sie war die Tochter des oben genannten aus erster Ehe und Gutsherrin des 1315 ha Gutes Großmachnow, mit Hauptwohnsitz in Dahlen. Im Gutshaus lebte teilweise auch die weitere Verwandtschaft, Marie Gräfin Finckenstein, geb. von Knobloch, und deren Tochter Theophile, Ehefrau des Hans von Schierstädt-Alt-Bärbaum. Bis etwa 1904 bewohnte der Oberleutnant Meinhard von Schierstädt das Gutshaus. Er blieb unvermählt, das Gut fiel an seine Geschwister, in Gesamtgemeinschaft. Mit Wolfgang von Schierstädt-Dahlen (1870–1933), den Offizieren Johannes von Schierstädt, Reinhold von Schierstädt und Detloff von Schierstädt, sowie die beiden Schwestern Talitha und Maria von Schierstädt. Über 1929 hinaus hielt diese von Schierstädtsche Erbengemeinschaft die Gutsinhaberschaft. Dazu gehörte bis zu seinem Tod im Januar 1945 im KZ Sachsenhausen auch der jüngste Bruder Hermann von Schierstädt-Dahlen.
Nach dem Zweiten Weltkrieg wurde das Bauwerk von der sowjetischen Verwaltung zur Versorgung von Soldaten genutzt. Im Jahr 1950 wurde es vom VEG Groß Machnow übernommen. Der Mittelteil des Wohnhauses stürzte nach dem Zweiten Weltkrieg ein, wurde aber 1956 wiederaufgebaut. Im Jahr 1972 wurde die Pflanzenproduktion des VEG mit den umliegenden LPGs vereint und als Kooperative Abteilung Pflanzenproduktion (KAP) betrieben. Aus der KAP entstand im Jahr 1978 die LPG Groß Machnow. Die Wirtschaftsgebäude wurden von dem VEG Siethen genutzt, bis die KAP Groß Machnow im Jahr 1975 das Gutshaus und den Park übernahmen. Der Vorsitzende der KAP, Hans-Joachim Kölling, setzte sich für eine Sanierung der Gebäude ein. Es entstanden ein Kulturzentrum mit Gaststätte und Café; im Obergeschoss zog ein Standesamt ein. Im Jahr 1987 brachte der Maler Ronald Paris im ovalen Gartensaal des Gebäudes ein Deckengemälde an, das einen Bauernkarneval darstellen soll.
Nach der Wende wurde das Anwesen von der im November 1991 gegründeten Agrargenossenschaft Groß Machnow e. G. weitergeführt. Sie betrieb im Gutshaus ein Restaurant Salve, das 1992/1993 schloss, nachdem die BVS die Rückgabe des Gutshauses einforderte. Nach einigen Jahren des Leerstandes erwarb die Prinz Hohenlohe Jagstberg & Banghard GmbH das Gelände und ließ die Gutsscheune im November 2001 abreißen. Unter den neuen Eigentümern wurde das Wirtschaftsgebäude im Jahr 2006 umgebaut und die Grundschule Rangsdorf zog ein. Nach weiteren Sanierungsarbeiten in den Jahren 2010 und 2011 nutzt die Grundschule den Saal des Gutshauses als Aula. Weitere Räume werden von der Gemeinde als Bibliothek, Schulkantine und Standesamt genutzt. Geplant ist, den rund 2,7 ha großen Gutspark wiederherzustellen.

## Baubeschreibung

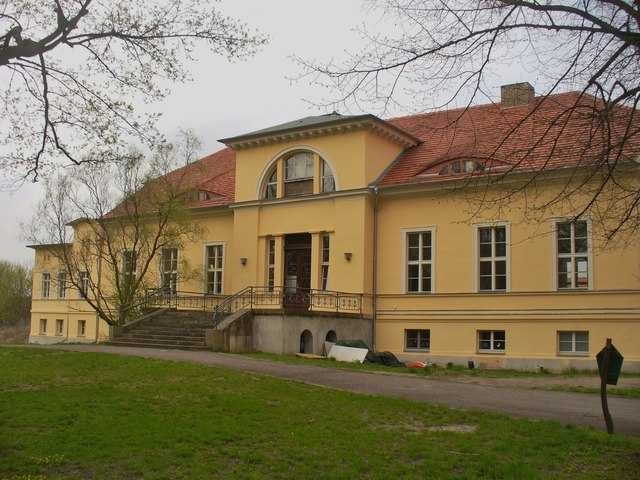
Gutshaus Groß Machnow

Das Bauwerk ist ein auf einem hohen Sockel errichteter, eingeschossiger, neunachsiger Bau aus Mauersteinen, die anschließend verputzt wurden. Hiltrud und Carsten Preuß beschreiben es in ihrem Werk Die Guts- und Herrenhäuser im Landkreis Teltow-Fläming als ein „typisch märkisches Gutshaus“. Im Souterrain befinden sich kleine, querrechteckige Fenster. Darüber sind mehrere Gesimse sowie im Erdgeschoss hochrechteckige Fenster, die mit einer Putzquaderung verziert wurden. An der Hofseite ist eine Freitreppe, die zu einer Pforte führt. Sie wird von zwei Pilastern umrahmt, darüber ist der goldene Schriftzug „SALVE“ (sei gesund, seid gesund) angebracht. Die beiden äußeren Achsen des Bauwerks wurden leicht nach vorne gezogen. An der Gartenseite wurde dieses Stilelement nicht genutzt. Hier befindet sich aber ebenfalls mittig eine Freitreppe mit einer Pforte, darüber ein Mittelrisalit mit einem Thermenfenster. Das Bauwerk trägt ein Krüppelwalmdach mit Fledermausgauben. Im Erdgeschoss befindet sich ein ovaler Gartensaal, um den sich weitere Räume gruppieren. Der Saal ist mit einem Deckengemälde von Ronald Paris aus dem Jahr 1987 verziert. Im Untergeschoss waren die Wirtschaftsräume sowie eine Küche untergebracht; im Obergeschoss vermutlich Wohnungen der Bediensteten.
Dem Gutshaus gegenüber steht ein Uhrenturm aus dem Jahr 1885. Der dreigeschossige Putzbau trägt ein Arkadengeschoss mit Zeltdach. Die umliegenden u-förmig platzierten Wirtschaftsgebäude wurden ausweislich einiger dendrochronologischen Untersuchungen teilweise schon im frühen 18. Jahrhundert errichtet. Einige wurden jedoch 1956 verändert, andere neu errichtet. Im östlichen Teil befand sich zu einer früheren Zeit eine Försterwohnung, ein Pferdestall, eine Wagenremise sowie Schnitterunterkünfte. An den westlichen Teil schließt sich ein Wohngebäude an, dessen Hölzer teilweise bereits im 17. Jahrhundert geschlagen wurden. Westlich des Uhrenturms befand sich die Brennerei.